# ۳ صفر
۳ صفر، سومین روز از ماه صفر در تقویم هجری قمری است.
در تقویم هجری قمری قراردادی این روز سی و سومین روز سال است.

## زادگان
- ۵۷ - تولد محمد باقر پنجمین امام شیعیان دوازده‌امامی.

## درگذشتگان
- محمد بن عبدالله الحاکم نیشابوری
- درگذشت زید بن علی سال ۱۲۰ ه.ق
- ۴۸۴ - ولادة بنت مستکفی شاعربانوی عرب اندلسی.

درگذشت بابک